# Elatostema gyronanophyllum
Elatostema gyronanophyllum es una especie de planta del género Elatostema, perteneciente a la familia Urticaceae.

## Taxonomía
Elatostema gyronanophyllum fue descrita por Wen Tsai Wang en 2018.

## Distribución
Se encuentra en el territorio centro-sur de China.